# Tumbling Dice
Tumbling Dice / Sweet Black Angel je pilotní singl k albu Exile On Main Street rockové skupiny The Rolling Stones. Obě písně byly natočeny během let 1970–1971 ve studiích London Sound a Trident v Londýně, Sunset Sound v Los Angeles a v suterénu vily ve francouzském městečku Villefranche-sur-Mer. Singl vyšel 14. dubna 1972 a v USA dosáhl na 7.příčku, ve Velké Británii se vyšplhal na 5. místo. Obě písně vyšly na albu Exile On Main Street. Autory skladeb jsou Mick Jagger a Keith Richard.
V roce 2012 vydala skupina Molly Hatchet cover verzi této skladby na svém albu Regrinding the Axes.

## Základní informace
A strana

"Tumbling Dice" (Jagger / Richard) - 3:42
B strana

"Sweet Black Angel" (Jagger - Richard) - 2:55